# Notre-Dame de Westminster

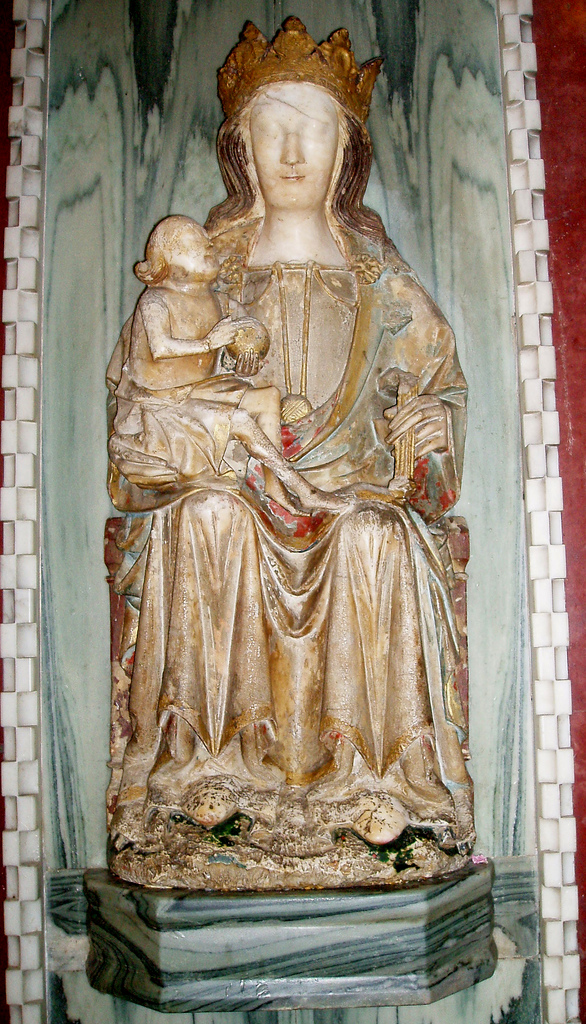
Notre-Dame de Westminster, Cathédrale de Westminster

Notre-Dame de Westminster est une statue de la Vierge à l'Enfant de la fin du Moyen Âge, située dans  la Cathédrale de Westminster à Londres.

## Description
Cette statue de la Vierge à l'enfant est aujourd'hui conservée dans la Cathédrale du Précieux-Sang, cathédrale catholique de l'archidiocèse de Westminster, à Londres. La statue est antérieure au monument, qui voit le jour à la fin du xixe siècle. Elle est l'un des plus importants trésors de la cathédrale, et le plus ancien conservé dans l'édifice.
Elle est placée à l'entrée de la Lady Chapel, sous la treizième station du Chemin de croix réalisé par Eric Gill en 1913.
La sculpture est réalisée en albâtre. Elle représente la Vierge Marie trônant avec l'Enfant Jésus sur les genoux. Elle porte une couronne et tient dans sa main droite un sceptre, aujourd'hui disparu. L'enfant porte un regard vers elle, tout en tenant un globe d'une main et en bénissant de l'autre.

## Histoire
La majorité des experts pense que l'œuvre a été sculptée dans la région de Nottingham vers 1450 à partir d'albâtre provenant sans doute de Chellaston. Son histoire nous est inconnue jusqu'à son apparition sur le marché de l'art parisien où elle a été achetée par le marchand d'art S. W. Wolsey.
Durant la période de son exécution, la production d'albâtres de Nottingham était très populaire en Europe, ces sculptures étaient d'ailleurs exportées en grande quantité, certaines arrivant jusqu'en Islande, en Croatie ou encore en Pologne. Mais le plus grand pays importateur était la France, où de nombreuses églises conservent encore aujourd'hui des albâtre anglais in situ,.
La découverte en 1863 d'une image en albâtre presque identique stylistiquement mais sans la tête, enterrée dans le cimetière d'All Saints à Broughton, suggère que la statue était un modèle standard répété de nombreuses fois par l'atelier (comme c'était fréquemment le cas), et probablement produit pour le marché libre plutôt qu'en réponse à une commande précise. Ces œuvres destinées à l'exportation étaient vendues en vrac à des marchands qui trouvaient ensuite des acheteurs locaux.

## Sources